# Benjamin Westfall
Benjamin Westfall ist ein chilenischer Theater- und Filmschauspieler. Er studierte Mitte der 2000er Jahre Theater an der Universidad ARCIS in Valparaíso und ist Gründungsmitglied der Theatergruppe La Re-sentida in Santiago de Chile. Daneben wirkte er bisher in elf Filmen und zwei Fernsehserien mit. (Stand 2024) Internationale Bekanntheit erreichte er 2023 in der Rolle des Bill in dem Western Colonos.

## Filmografie
- 2023 Colonos
- 2020 Crisis (Kurzfilm)
- 2020 Overnight (2020)
- 2020 La amplitud modulada (Kurzfilm)
- 2019 Spider (2019)
- 2019 Berko: El Arte de Callar (Fernsehserie)
- 2018 Rapaz (Kurzfilm)
- 2018 Por mí y por todas (Kurzfilm)
- 2016 You’ll Never Be Alone (2016)
- 2016 Bala Loca (Fernsehserie)
- 2015 Puzzle negro
- 2013 Citizen Kramer (2013)
- 2012 Isidora (Dokumentarfilm)

## Theater
Auf einer internationalen Veranstaltung debütierte er 2010 beim Internationalen Theaterfestival von Santiago in Feuergesicht (Cara de Fuego) von Marius von Mayenburg. Im Jahr 2014 trat er mit der Gruppe La Re-sentida in der Berliner Schaubühne mit Der Versuch ein Stück zu machen, das die Welt verändert und 2015 mit Fantasie für morgen (La imaginación del futuro) auf. Mit Die Diktatur der Coolness (La dictadura de lo cool) trat er 2016 im Hebbel-Theater in Berlin auf. 2018 spielte er am Theater der Universidad de Chile im Stück Alle meine Söhne von Arthur Miller die Rolle des George.